# Waleri Anatoljewitsch Rubakow

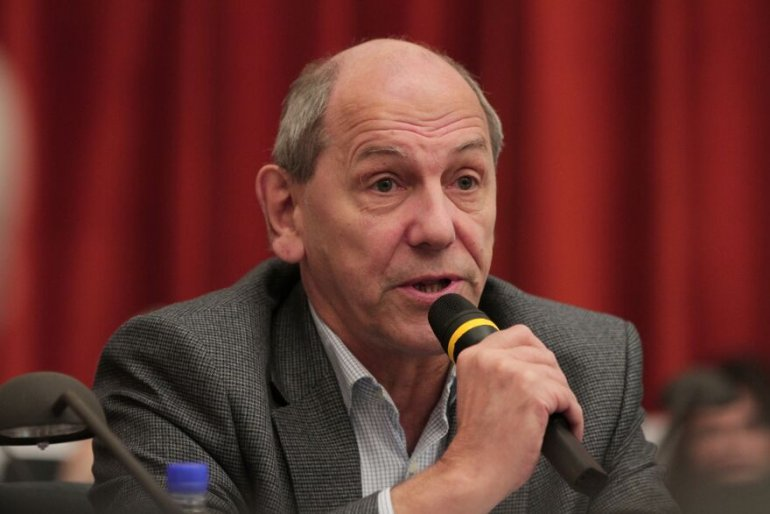
Waleri Rubakow (2019)

Waleri Anatoljewitsch Rubakow (russisch Валерий Анатольевич Рубаков; englische Transkription Valery Rubakov; * 16. Februar 1955 in Moskau; † 18. Oktober 2022 in Sarow) war ein russischer theoretischer Physiker.
Rubakow war Wissenschaftler am Institut für Kernforschung (INR) der Sowjetischen/Russischen Akademie der Wissenschaften in Moskau. Ab 1997 war er Vollmitglied der Russischen Akademie der Wissenschaften. 2015 wurde er in die American Academy of Arts and Sciences aufgenommen.
Rubakow wurde 1981 für seine Theorie der Katalyse des Protonenzerfalls durch magnetische Monopole in Yang-Mills-Theorien bekannt, die in großen vereinheitlichten Theorien (GUTs) der Elementarteilchen verwendet werden und in denen die Existenz von massiven Monopolen 1974 durch Gerardus ’t Hooft und Alexander Poljakow entdeckt wurde. Rubakows Entdeckung, dass diese Monopole erheblich zum Protonenzerfall – der über einen anderen Mechanismus außerdem in vielen GUTs vorhergesagt wird – beitragen können, war damals völlig überraschend. Später beschäftigte er sich besonders mit kosmologischen Fragen.
In einer einflussreichen Arbeit mit Wadim Kusmin und Michail Schaposchnikow klärte er 1985 die Voraussetzungen, unter denen eine Erklärung der Baryonenzahlverletzung im Standardmodell möglich ist. Sie fanden heraus, dass die Rate der anomalen baryonenzahlverletzenden elektroschwachen Prozesse bei Temperaturen im frühen Universum um und über 100 GeV (der Energie des elektroschwachen Phasenübergangs) die Expansionsrate des Universums überschreitet und somit noch zu keiner Baryogenese führt (drittes Sacharowkriterium). Außerdem belegten sie, dass die Baryogenese allein durch elektroschwache Prozesse (siehe Sphaleron) nicht möglich ist, falls der damit verbundene elektroschwache Phasenübergang zweiter Ordnung ist (was, wie sich später herausstellte, für die experimentell gefundene hohe Higgsmasse der Fall ist). Sie postulierten außerdem, dass die baryonenzahlverletzenden Prozesse der anomale Zerfall schwerer Fermionen sein könnten, falls dieser nicht unterdrückt ist.
1999 wurde Rubakow mit dem A.-A.-Friedmann-Preis der Russischen Akademie der Wissenschaften ausgezeichnet. 2003 erhielt er den Pomerantschuk-Preis und 2008 den J. Hans D. Jensen Preis. 2010 erhielt er den Julius-Wess-Preis und 2008 den Bruno-Pontecorvo-Preis. Mit Schaposchnikow erhielt er 2005 den Markow-Preis. Für 2016 wurde Rubakow der Demidow-Preis zugesprochen, 2020 der Hamburger Preis für Theoretische Physik.
Rubakow starb im Jahr 2022 an den Folgen einer COVID-19-Erkrankung.

## Schriften
- Superheavy magnetic monopoles and decay of the proton. JETP Letters, Bd. 33, 1981 (PDF).
- Classical Theory of Gauge Fields, Princeton University Press, 2002, ISBN 978-0-691-05927-3
- mit Dmitry S. Gorbunov: Introduction to the Theory of the Early Universe: Hot Big Bang Theory, World Scientific, 2011, 2. Auflage 2017. ISBN 978-9814343978.
- mit Dmitry S. Gorbunov: Introduction to the Theory of the Early Universe: Cosmological Perturbations and Inflationary Theory. World Scientific 2011. ISBN 978-9814343787.